# 베르동 협곡
베르동 협곡(프랑스어: Gorges du Verdon)은 프랑스 남동부 알프드오트프로방스주에 있는 협곡이다. 길이는 약 25 km (15.5 mi)에 높이는 700 미터 (0.4 mi) 정도이다. 베르동강을 통해 형성되었으며, 이 지역의 독특한 특징 중 하나인 청록색에서 그 이름이 붙여졌다. 카스텔란 및 무스티에생트마리 등 마을 사이에 있는 베르동강은 석회암 덩어리를 통과하여 700 미터 깊이의 심곡을 형성하였다. 협곡의 끝에서 베르동강은 인공 호수인 생트크루아호로 흐른다.
베르동 협곡은 관광객들에게 아주 인기 있는 곳으로, 관광객들은 협곡의 둘레를 운전하거나 베르동강을 따라 카약을 빌려 탈 수 있고, 등산도 가능하다. 수백 미터 높이의 화강암 덩어리들은 많은 암벽 등반객들을 불러 모으고 있다. 멀티피치 클라이밍을 위한 최적 장소로 손 꼽히며, 20 미터에서 400 미터가 넘는 루트 1,500개가 갖춰져 있다.

## 역사
트라이아스기 기간, 프로방스는 바다 밑에 잠겨 있었고, 두껍게 형성된 다양한 석회암 침전물로 된 매장층들이 남겨졌다. 수백 만년 뒤, 쥬라기가 도래하면서, 프로방스는 따뜻하고 얕은 바다 밑에 있게 되었으며, 이는 여러 산호들이 자라게끔 해주었다. 백악기 때 이른바 '프로방스층'(Basse Provence)이 솟아났고 바다는 현재 알프스 지역까지 들어오게 되었다. 거대한 지각 활동의 결과로 여러 쥬라기 시대의 석회암층들에 균열이 일어났고, 계곡 및 다른 곳들에 고저를 형성하였다.
제4기의 시작 때 빙기가 발생하였고, 이 빙기의 상황은 이곳의 지형을 다듬었다. 이 활동이 끝날 무렵에 강에 의한 침식이 계속되며, 오늘날의 협곡을 형성하였다. 베르동의 하상(河床)은 초당 2,000에서 3,000 세제곱미터에 이르는 배수량에 의해 두 차례에 걸쳐 축적된 산호와 석회암 침전물 등으로 구축되었다.

### 발견
베르동 협곡은 1782년과 1804년에서 그림의 형태로 묘사되었다. 19세기 중반, 프랑스 여행 안내책들에 실렸다. 그레이엄 롭의 'The Discovery of France'에 따르면, 베르동 협곡은 1906년 이전까지는 프랑스 밖에서는 알려지지 않았다고 한다.

### 최근 개발
2006년 7월 10일, 프랑스 국참사원은 베르동 협곡을 거쳐 통과해야 했던 고압 배선 설치 제안과 관련이 있던 프랑스 전력공사의 계획을 취소시켰다. 이 결정은 자연 환경을 보존하려던 환경 보호 시민단체들의 23년에 걸친 분쟁을 종결시켰다.
2022년 유럽 가뭄 기간, 베르동강의 수위가 매우 낮았고 일부 지역에서는 완전히 말라버리기도 했다.

## 지리

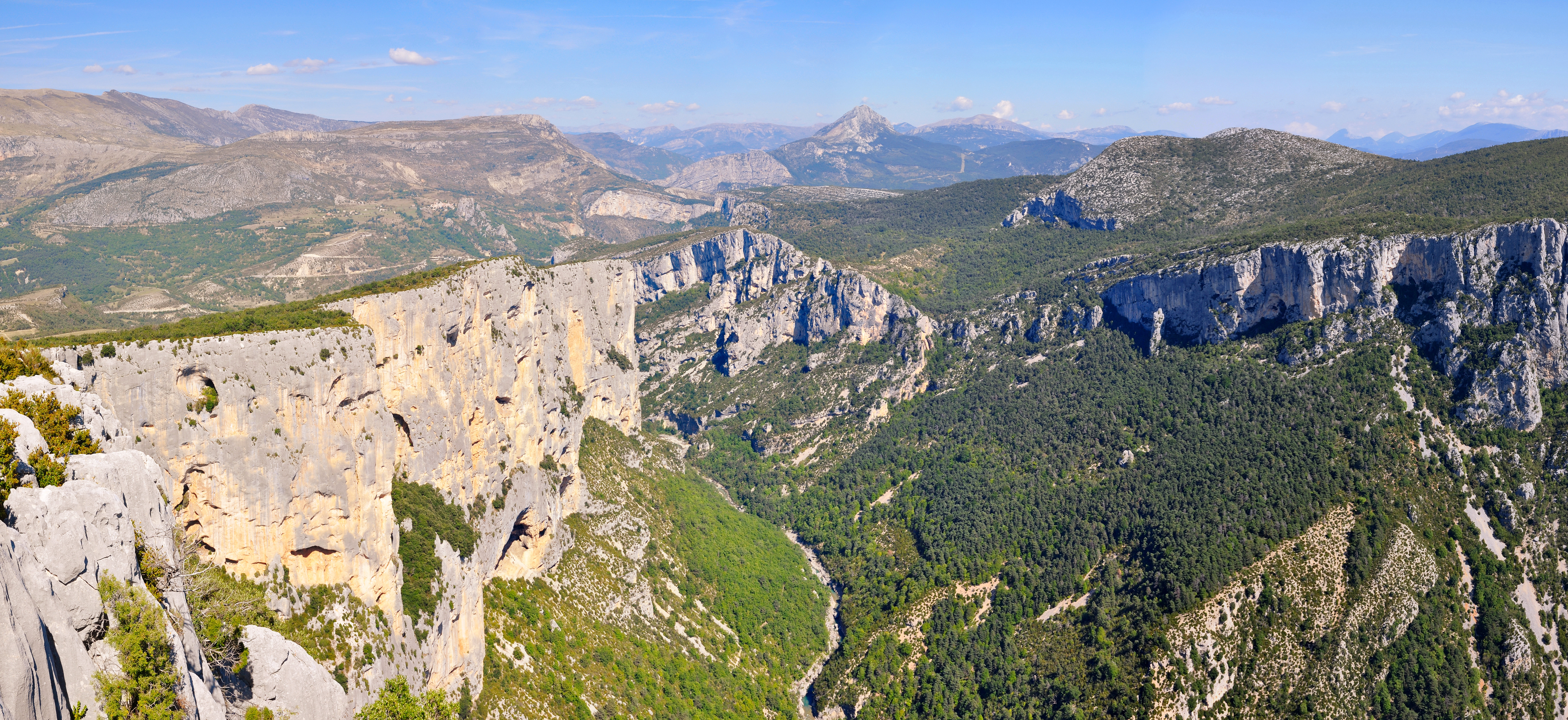
에스칼 절벽에서 본 베르동 협곡 모습

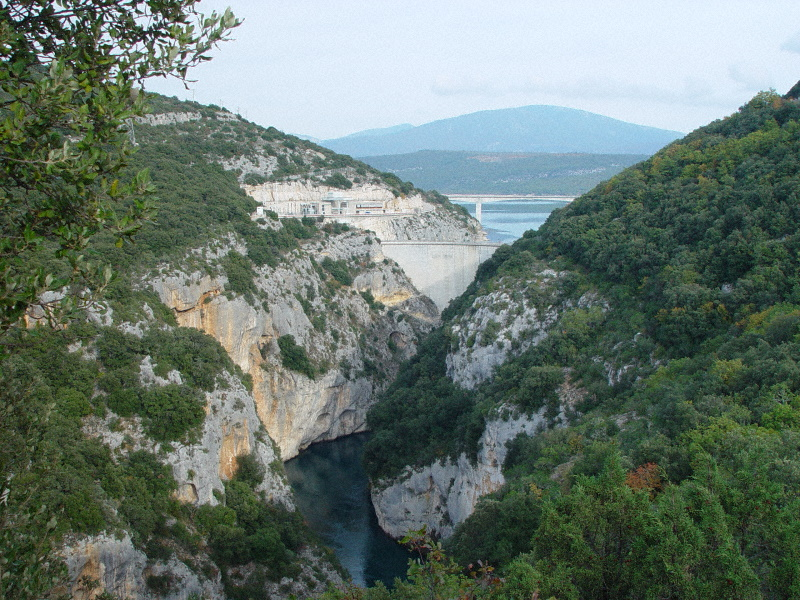
보디나르 협곡에서 본 생트크루아 댐

베르동 협곡의 수원은 트루아즈 에베셰 산맥의 콜 달로스 구릉과 인접하며, 이 수원은 그 뒤로 이어 175km를 지나 비농 쥐르 베르동 근처 뒤랑스강으로 흐른다. 카스텔란과 갈레타 다리 사이에 있는 베르동강은 생트크루아 댐 건설로 만들어진 생트크루아호를 통해 흐른다. 댐이 만들어지기 전에, 레 살레 쥐르 베르동이라는 마을이 강으로 형성된 평야에 위치해 있었다. 저수지를 만들면서, 이 마을은 1973년에 수몰되었고, 보다 높은 지점에 좀 더 현대화 된 취락으로서 재건되었다.
베르동 협곡은 프로방스알프코트다쥐르의 남쪽에 바르주, 북쪽의 알프드오트프로방스주 간의 경계를 이루고 있다.
베르동 협곡은 다음의 세 지역으로 나뉜다:
- '프레고르주'(Prégorges, 협곡 앞) - 카스텔란에서 솔레이 다리까지
- 협곡의 깊은 지점 - 솔레이 다리에서 엥뷔(Imbut)
- 엥뷔에서 갈레타 다리까지 이어지는 협곡.

베르동 협곡은 길이가 250 미터에서 700 미터에 너비는 6 미터에서 100 미터에 이르며, 좁고 깊다. 계곡의 꼭대기 한 쪽에서 반대쪽까지 너비가 200 미터에서 1500 미터에 이른다. 베르동 협곡은 미국의 그랜드 캐니언과 비교되기도 한다.

## 수력 발전 댐

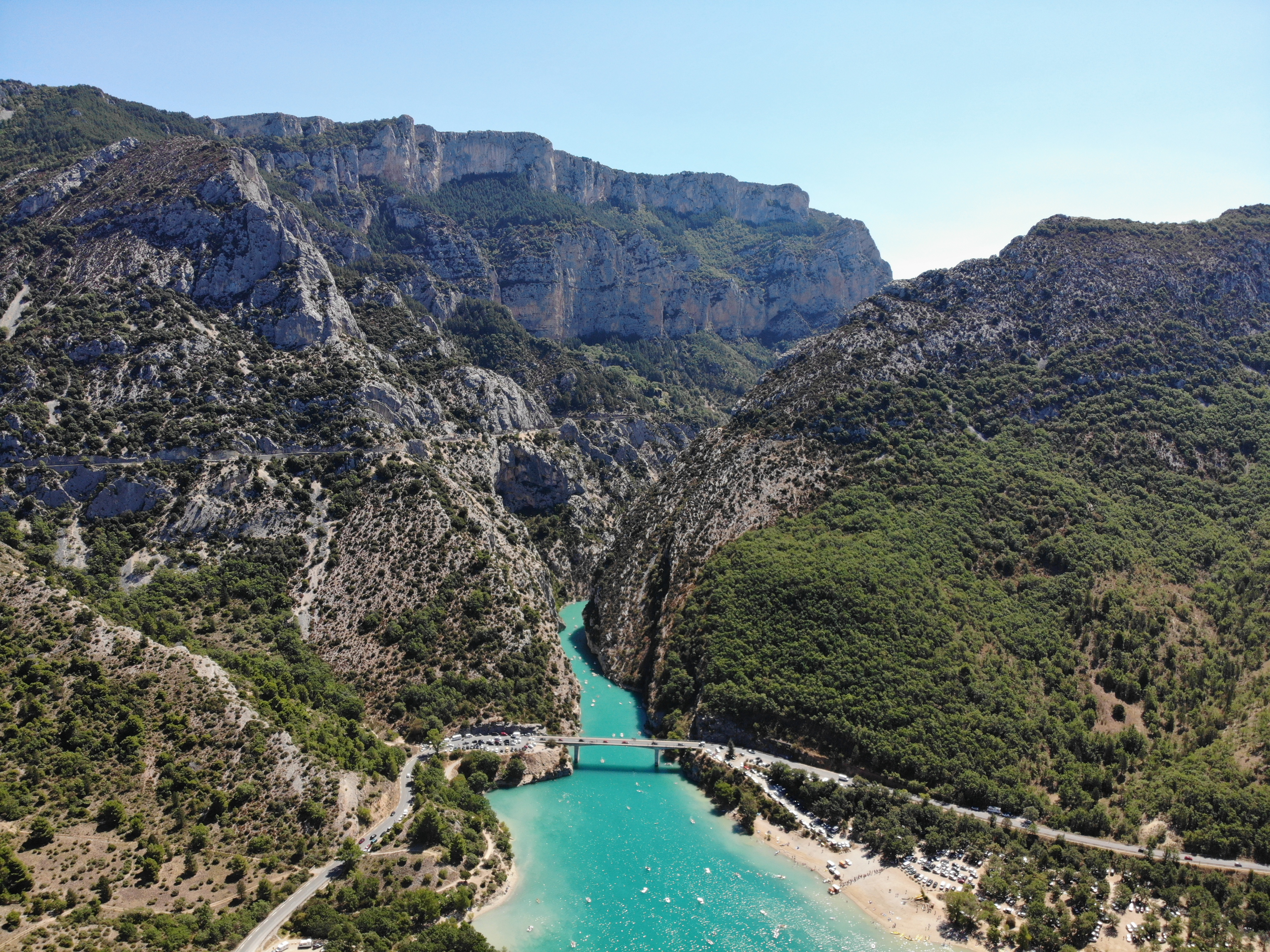
생트크루아호와 같이 있는 베르동 협곡 입구 모습.

1929년과 1975년 사이, 다섯 개 댐이 카스텔란과 그레우레벵 사이에 있는 베르동강을 따라 세워졌다. 이 댐들은 다음의 저수지들의 물을 담고 있다:
- 카스티용(Castillon) 호수 - 동명의 마을을 수몰시켜 만들어졌다
- 생트크루아 호수 - 살레쉬르베르동이라는 마을을 수몰시켜 만들어졌다
- 에스파롱그레우(Esparron-Gréoux) 호수 - 에스파롱 호수로도 알려짐
- 쇼단(Chaudanne)의 저수지
- 켕송(Quinson)의 저수지 - 이따금 이곳 저수지가 특징인 마을의 이름이기도 한 몽페자(Montpezat) 호수라 불림

## 주요 특징

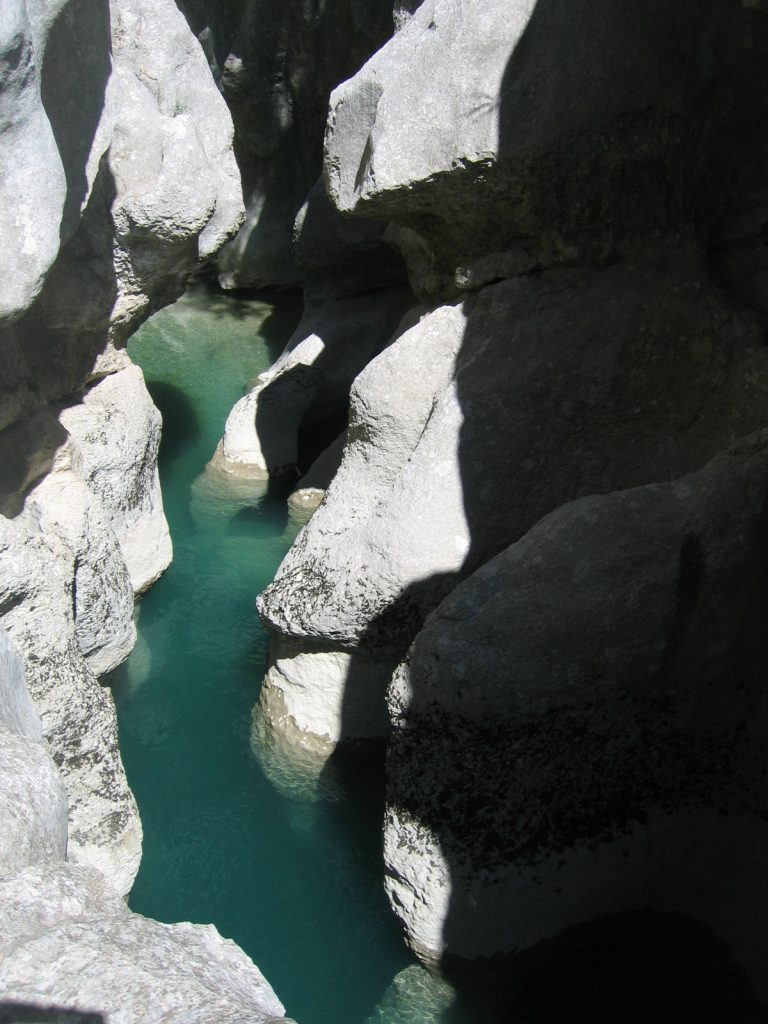
베르동의 스틱스강

그리스 신화의 스틱스강과 연관된 베르동의 스틱스강은 협곡 내 작은 지류이다.
엥뷔 (Imbut, Embut) 또는 엥뷔크(Embucq)는 베르동 협곡의 지류가 거대한 바위 구조물 아래쪽 지하로 사라지는 지역이다.

## 관광

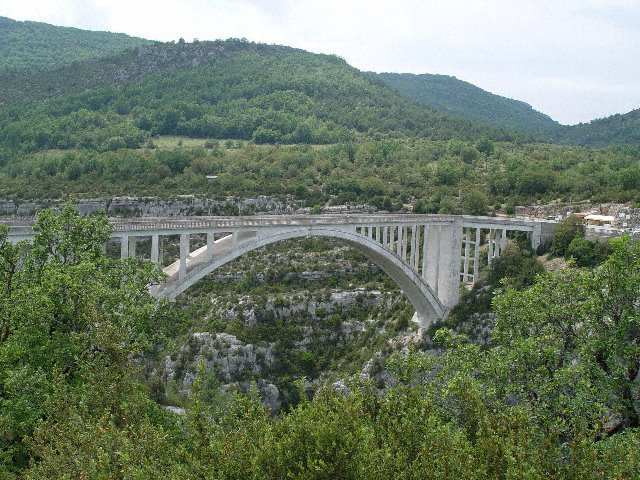
아르튀비강 위에 놓인 쇼리에르 다리

베르동 협곡은 특히 여름 기간에 많은 관광객들을 불러 모으고 있다. 베르동강의 청록색 빛깔은 빙하수 및 강물에 떠 있는 암분과 관련되어 있다.
북쪽에서는 오른쪽 강변 (카스텔란에서 무스티에생트마리로 이어지는 D952 도로를 통해), 남쪽에서는 왼쪽 강변 (에긴에서 카스텔란으로 이어지는 D71, D90, D955 도로를 통해)에 쉽게 접근할 수 있다.

## 스포츠
- 베르동 협곡은 질 좋은 석회암 바위에 1,500개 이상의 등반로가 있어 여러 암벽등반가들을 불러 모으고 있다[5]
- 베르동강과 협곡은 또한 낚시꾼들 그 중에서도 플라이 낚시를 하는 사람들에게 인기 있는 장소이다.
- 하이킹, 카누, 패러글라이딩, 래프팅, 등산, 캐니어닝 등도 이 지역에서 행해지는 스포츠들이다.

## 갤러리

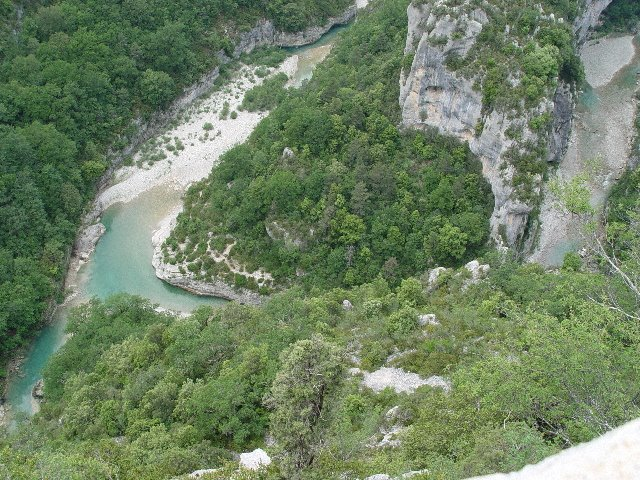
메스클라에 위치한 아르튀비강과 베르동강의 합류 지점
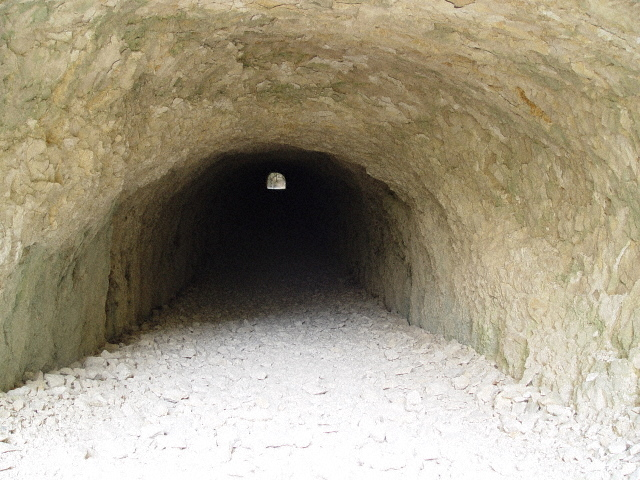
트레스케르 터널의 입구
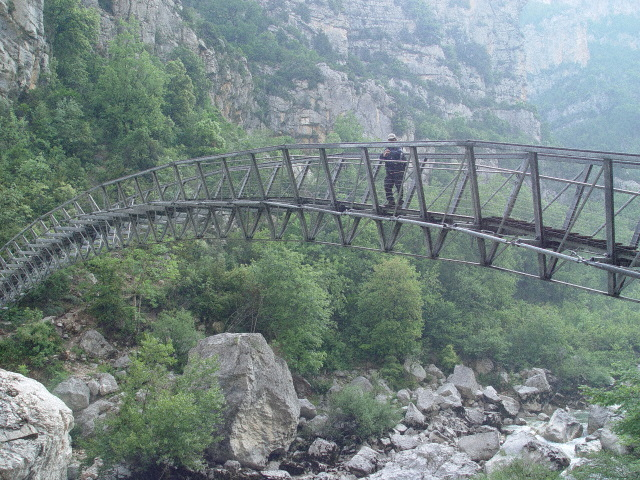
에스텔레에 있는 인도교
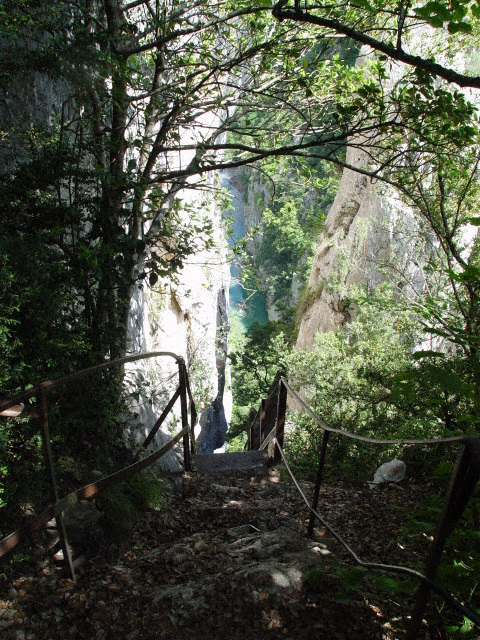
여섯 개 계단길과 252개 계단이 있는 에셸 렝베르
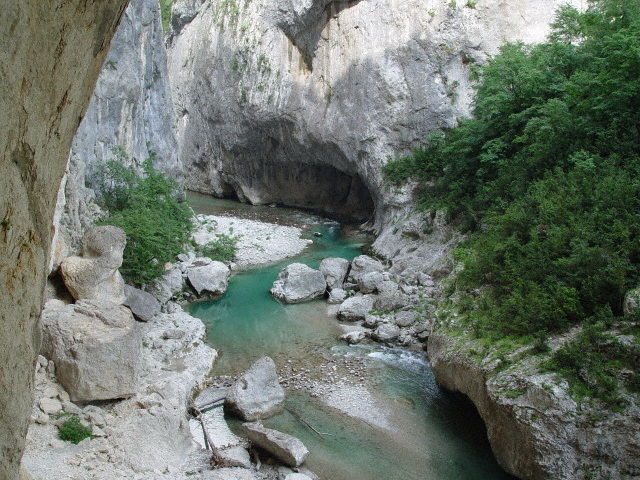
The Baume-aux-Pigeons